# كريستين وايت (مغنية)
كريستين وايت (بالإنجليزية: Kirsten Wyatt)‏ هي مغنية أمريكية، ولدت في 1975.

## وصلات خارجية
- كريستين وايت على موقع قاعدة بيانات برودواي على الإنترنت (الإنجليزية)